# Télémètre stadimétrique
Un télémètre stadimétrique est un instrument optique qui permet d'évaluer les distances en comparant un objet de grandeur connue avec une échelle contenue dans l'instrument.  Le stadimètre est le dispositif à l'intérieur d'une lunette que l'on compare avec l'objet observé.

## À angle fixe

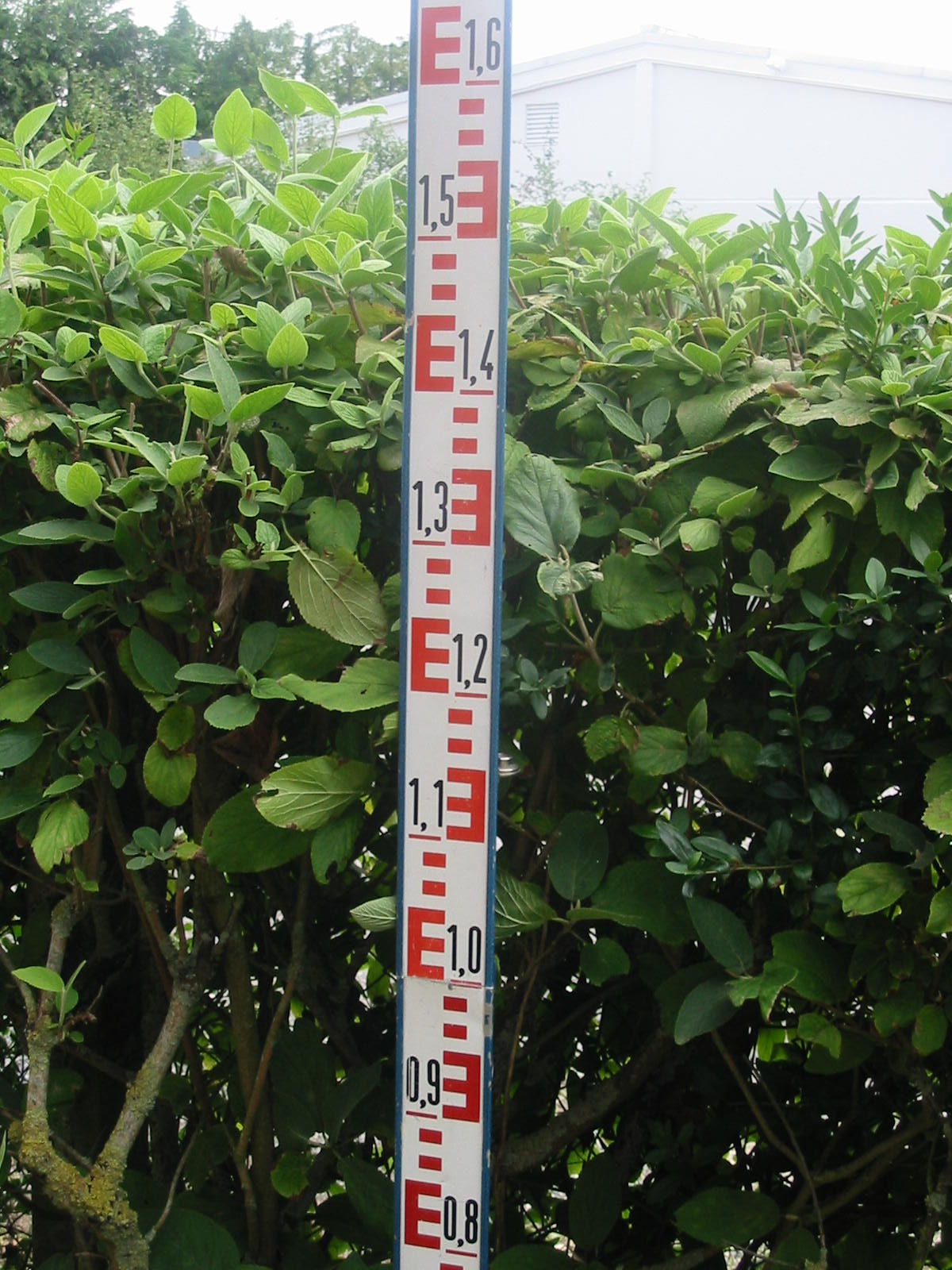
Mire de géomètre ou stadia

Stadia dans le stadimètre

Dans les lunettes topographiques (théodolite ou niveau), l'angle, fixe, est matérialisé par trois traits sur le réticule.  On vise une mire de géomètre verticale et on note la mesure effectuée sur le trait du haut et la mesure effectuée sur le trait du bas (unité: le mètre). Pour une visée horizontale (cas du niveau, par exemple) La différence entre les deux mesures, multipliée par la constante de l'instrument donne la distance. Cette constante s'appelle constante de Reichenbach et elle vaut 100, en général. La précision obtenue est d'environ ± 0.1 mètre. Sur l'exemple ci-contre, la mesure du haut vaut 1.356 m, celle du bas 1.157 m. 1.356 m - 1.157 m = 0.199 m.
La distance vaut 0.199 m x 100 = 19.9 m ± 0.1 m.
Si la visée n'est pas horizontale, il faut faire appel à la trigonométrie et la formule à utiliser, qui n'est plus d'actualité, est approximative.
Le trait du milieu sert à la visée ou, si la visée est horizontale, à mesurer une hauteur pour obtenir une différence de niveau ou une altitude.

## À angle variable

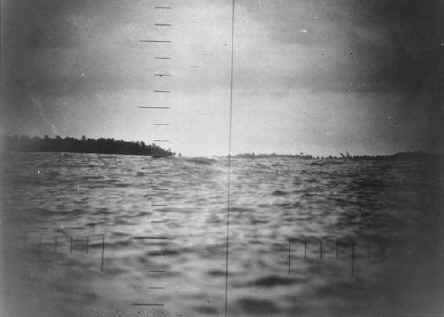
Les graduations (comparées à la végétation) permettent d'évaluer la distance de l'île Makin lors d'un raid du USS Nautilus (SS-168), le 17-18 août 1942

On en retrouve, par exemple, dans les périscopes de sous-marins : connaissant la taille des objets observés (navires, bâtiments à terre ou reliefs), les graduations permettent d'en évaluer la distance.
Les golfeurs utilisent aussi des télémètres stadimétriques utilisant la hauteur des drapeaux comme référence.
Lorsqu'il existe un mécanisme pour faire correspondre l'image interne avec l'objet observé, on parle aussi d'alidade.  

## Système D
Les randonneurs, militaires et les coureurs d'orientation peuvent aussi évaluer les distances en comparant des éléments du paysage (poteau, pylône, bâtiment, etc.) avec un élément de leur propre corps.  Par exemple, l'épaisseur (ou plutôt la largeur ?) d'un pouce à bout de bras correspond à une personne de 1,80 mètre à 50 mètres.  C'est une application du théorème de Thalès.